# Saint-Nicolas-de-Sommaire
Saint-Nicolas-de-Sommaire ist eine französische Gemeinde mit 266 Einwohnern (Stand: 1. Januar 2022) im Département Orne in der Region Normandie. Die Gemeinde gehört zum Arrondissement Mortagne-au-Perche und zum Kanton Rai (bis 2015: Kanton La Ferté-Frênel). 

## Geographie
Saint-Nicolas-de-Sommaire liegt etwa 61 Kilometer nordöstlich von Alençon am namengebenden Flüsschen Sommaire. Umgeben wird Saint-Nicolas-de-Sommaire von den Nachbargemeinden La Ferté-en-Ouche im Norden und Westen, Saint-Antonin-de-Sommaire im Osten und Nordosten, Saint-Martin-d’Écublei im Südosten, Saint-Sulpice-sur-Risle im Süden und Südosten sowie Saint-Symphorien-des-Bruyères im Süden und Südwesten.

## Bevölkerungsentwicklung
| Jahr                      | 1962 | 1968 | 1975 | 1982 | 1990 | 1999 | 2006 | 2013 |
| Einwohner                 | 268  | 219  | 196  | 166  | 221  | 270  | 268  | 263  |
| Quelle: Cassini und INSEE |      |      |      |      |      |      |      |      |

## Sehenswürdigkeiten
- Kirche Saint-Nicolas aus dem 12. Jahrhundert
- Kapelle Saint-Pierre, frühere Prioratskirche, aus dem 15. Jahrhundert, Monument historique

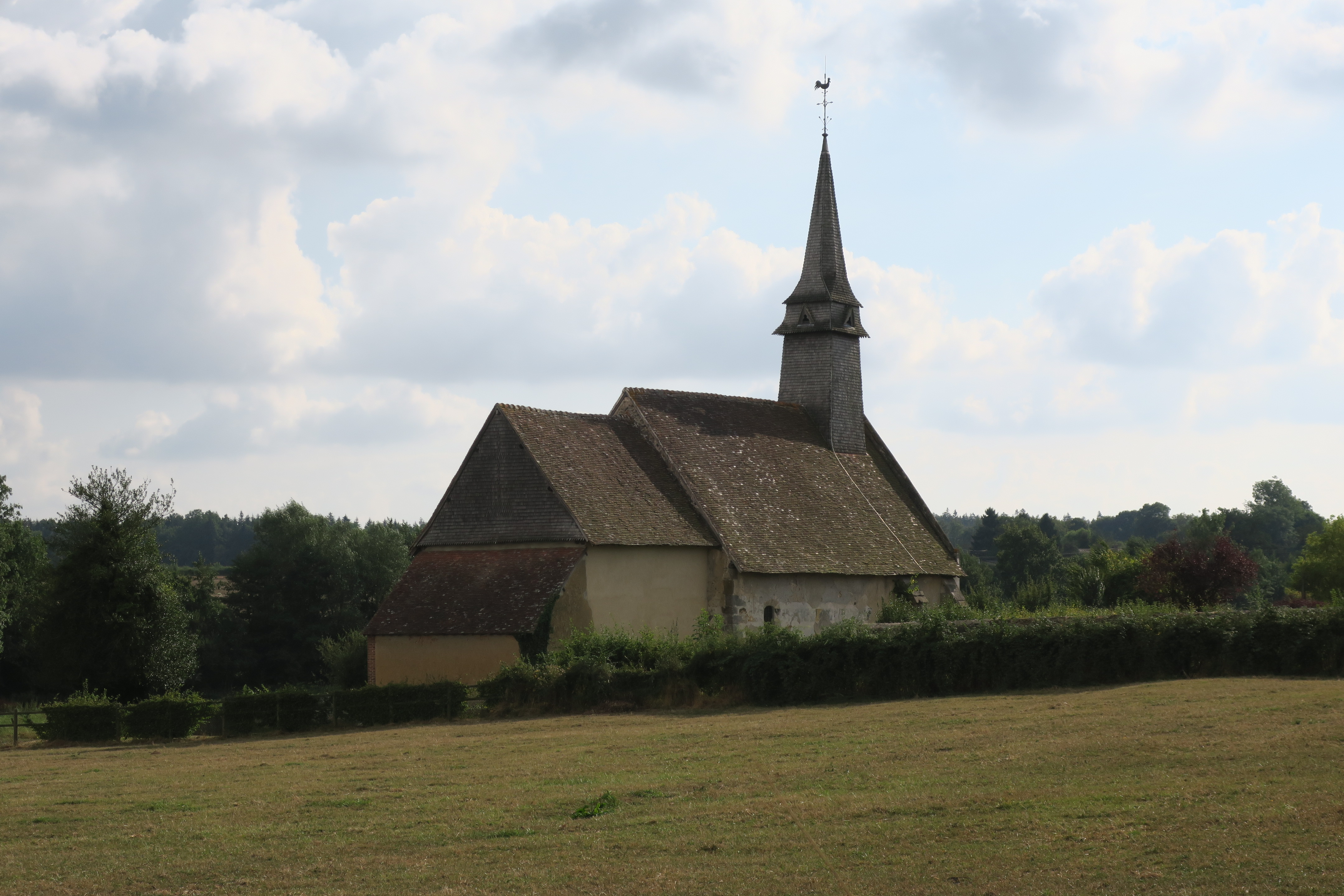
Kapelle Saint-Pierre

- Schloss Corboyer
- Herrenhaus Raveton
- Herrenhaus L’Auvent